# Corderopedaliodes corderoi
Corderopedaliodes corderoi är en fjärilsart som beskrevs av Paul Dognin 1893. Corderopedaliodes corderoi ingår i släktet Corderopedaliodes och familjen praktfjärilar. Inga underarter finns listade i Catalogue of Life.